# ГЕС Гунцзуй
ГЕС Gōngzuǐ (龚嘴水电站) — гідроелектростанція у центральній частині Китаю в провінції Сичуань. Знаходячись між ГЕС Шапінг (вище по течії) та ГЕС Tóngjiēzi, входить до складу каскаду на річці Дадухе, правій притоці Міньцзян (великий лівий доплив Янцзи).
В межах проекту річку перекрили бетонною греблею висотою 85 метрів та довжиною 447 метрів. Вона утримує водосховище з об'ємом 339 млн м3 та припустимим коливанням рівня води у операційному режимі між позначками 518 та 528 метрів НРМ (під час повені до 530,6 метра НРМ).
Два розташовані біля греблі машинні зали (один із них підземний) обладнали сімома турбінами типу Френсіс, які первісно мали потужність по  потужністю по 100 МВт, а у 2002—2012 роках були модернізовані до показника у 110 МВт. Вони використовують напір від 35 до 53 метрів (номінальний напір 48 метрів) та забезпечують виробництво 3418 млн кВт-год електроенергії на рік.
Видача продукції відбувається по ЛЕП, розрахованій на роботу під напругою 220 кВ.